# Peter Keresteš
Peter Keresteš (1981–) szlovák történész, levéltáros, levéltárigazgató.

## Élete
2003-ban végzett, majd 2007-ben védte meg szigorlati munkáját és 2010-ben doktori disszertációját a pozsonyi Comenius Egyetemen.
2014-től a Nyitra Megyei Levéltár vezetője. Elsősorban alsó Nyitra-mente történetével foglalkozik, valamint Bars és Hont vármegyék történetével.
A Slovenská archivistika, a Genealogicko-Heraldický hlas és a Woch–časopis pre dejiny Bratislavy szerkesztőbizottsági tagja. A Szlovák Genealógiai Heraldikai Társaság végrehajtói bizottságának tagja.

## Művei
- 2003 Dejiny Ivanky pri Nitre. Nitra. ISBN 80-88969-10-7
- 2005 Tagániovci z Oslian. Rod archivára, heraldika a genealóga Tagániho. Genealogicko-heraldický hlas 15/1, 29-41.
- 2006 Medzi starým a novým. Nitra
- 2006/2008 Komjatice 1256-2006. Martin (társszerző)
- 2007 Neznámy armáles pre Ňáriovcov z Bedegu z roku 1457. Genealogicko-heraldický hlas 17/2, 34-38.
- 2008 Rastislavice 1564-2007. Nitra
- 2008 Najstaršie dejiny Mojmíroviec. Nitra
- 2008 Červený Hrádok 1386-2006. Nitra
- 2008 Mandát Františka II. Rákociho o náboženskej slobode a jeho ohlas v Nitrianskej stolici (o neznámom rukopise Mikuláša Gostoniho). In: Kovačka, M. – Augustínová, E. (Ed.): Memorialis – Historický spis slovenských stolíc. Martin
- 2008 K sociálnej stratifikácii mestečiek na dolnej Nitre v 16. až 18. storočí. Studia Historica Nitriensia 14, 207-226.
- 2009 Súdna správa a prax v živote stoličnej samosprávy v 16. a 17. storočí. Historický zborník 19/2
- 2010 História obce Svätoplukovo historický Šalgov. Nitra. ISBN 978-80-970435-3-7
- 2010 Lexikón erbov šlachty na Slovensku IV – Nitrianska stolica. Bratislava (tsz. L. Čisárik)
- 2011 Neznáma ujlacká vetva Forgáčovcov. Genealogicko-heraldický hlas 2011/1-2, 27-39.
- 2012 Veľké Zálužie obec s históriou
- 2013 Lužianky dejiny obce. ISBN 978-80-970612-3-4
- 2013 Ladice v premenách času. Ladice (tsz.)
- 2013 Jarok v premenách času. Nitra. ISBN 978-80-970612-4-1. (tsz. Noémi Pažinová – Matúš Melo)
- 2013 Kostoľany pod Tribečom – Monografia obce. ISBN 978-80-971437-4-9 (tsz.)
- 2014 Starý Tekov – Príspevok k sídelnému vývoju mesta. In: Litteris acmoribus. Studia Historica Tyrnaviensia XVI, 267-296
- 2014 Parketová továreň a parná píla v Kostoľanoch pod Tribečom – prvá továreň na výrobu parkiet v Uhorsku. In: Remeslo má zlaté dno. Cechy, živnosti, manufaktúry a továrne v dejinách Uhorska. Zost. D. Tvrdoňová – I. Fialová. Bratislava
- 2014 Starý Tekov – Monografia obce (társszerző)
- 2014 Starý Hrádok v plynutí času. Starý Hrádok (tsz.)
- 2014 Devičany – Monografia obce. Devičany (tsz.)
- 2014 Telince – Monografia obce. Telince. ISBN 978-80-970612-5-8 (tsz.)
- 2014 Inštitúcia slobodníctva a slobodnícke listiny v praxi Nitrianskeho biskupstva v 16. až 18. storočí (Príspevok k nobilitácii poddaných). Zborník FFUK-Historica 48, 89-130.
- 2015 Janíkovce – Dejiny obce od najstarších čias až po súčasnosť. Nitra
- 2015 K počiatkom kráľovského banského mesta Pukanec. In: Prudentissimae dominae nobis honorandae. K životnému jubileu profesorky Márie Kohútovej. Trnava-Bratislava, 41-56.
- 2015 Biskup ako župan v živote nitrianskej stoličnej samosprávy. Zborník FFUK – Historica 49, 95-106. (Zborník k 65. narodeninám prof. Leona Sokolovského)
- 2015 K problematike Vrábeľ v stredoveku. In: Valach, Ján (zost.). Príspevky k dejinám mesta. Vráble, 36-49.
- 2015 Sfalšované armálesy a ich falšovatelia. Genealogicko-heraldický hlas 2015/1-2, 13-38.
- 2016 Most a mýto cez rieku Váh v Seredi. Pamiatky a múzeá 1/2016.
- 2017 K lokalizácii zaniknutých stredovekých sídlisk na Dolnej Nitre (Búš, Čechy, Čierna, Etejovce, Ľutov, Pieščany, Tepličany). In: Ingenii laus – Zborník štúdií venovaný jubilujúcemu prof. PhDr. Jánovi Lukačkovi, CSc.
- 2017 Oblastná pobočka Pôdohospodárskeho archívu v Nitre (1949 – 1954) a jej osudy. Archívny almanach I.
- 2018 Hnutie župných archivárov za spoločenské uznanie a zvýšenie platov na začiatku 20. storočia. In: Keresteš, P. (ed.): Dejiny archívov — archívy dejín. Nitra, 58-70.
- 2018 Zaniknutý františkánsky Kláštor Panny Márie v Nitre. Revue Pamiatky a múzeá 3/2018.
- 2018/2023 Najstaršia kniha mesta Nitry (1671) 1681-1693. Nitra
- 2019 Archív Nitrianskej stolice do roku 1848. Archívny almanach II.
- 2021 Nyitraivánka és Tóth Vilmos, magyar királyi belügyminiszter (1871–1873) családjának eredete. In: Helytörténet és családkutatás határok nélkül. Tatabánya.
- 2021 Nobilitácie obyvateľov mesta Nitry v 16. a 17. storočí. Zborník FiF UK Historica LII
- Veľké Chyndice – monografia dejín obce (tsz.)

Számos egyéb levéltári leltárkönyvet is írt.